# Xenambyx lansbergei
Xenambyx lansbergei är en skalbaggsart som först beskrevs av Thomson 1865. Xenambyx lansbergei ingår i släktet Xenambyx och familjen långhorningar.
Artens utbredningsområde är:
- Costa Rica.
- El Salvador.
- Guatemala.
- Guyana.
- Panama.
- Surinam.
- Venezuela.

Inga underarter finns listade i Catalogue of Life.